# Zaozhuang
Zaozhuang (en xinès: 枣庄市, en pinyin: Zǎozhuāng shì) és una ciutat-prefectura al sud de la província de Shandong, a la República Popular de la Xina.
Limita amb Jining a l'oest i al nord, Linyi a l'est, i amb la província de Jiangsu al sud.
La batalla de Taierzhuang es va produir a la ciutat durant la Segona Guerra sino-japonesa el 1938. La Segona Guerra sino-japonesa (1937-45) va tenir un impacte significatiu en el transcurs de la revolució xinesa, i també va tenir un gran impacte històric a Zaozhuang.
Segons el cens del 2010, tenia 3.729.140 habitants.

## Història
Els arqueòlegs han trobat proves d'activitat humana en aquesta regió des del Neolític. La seva cultura va començar fa 7.300 anys, la cultura dels avantpassats, i es va convertir en cultura de ciutat estat fa 4.300 anys, després va evolucionar cap a la cultura del canal fa 2.700 anys i, finalment, va passar a la cultura industrial fa 130 anys.
La història de Zaozhuang està estretament lligada al canal. Segons els descobriments arqueològics, el primer canal del territori, el canal Qianyang, va ser excavat durant el període de primaveres i tardors. La secció Zaozhuang del canal Jinghang va ser excavada l'any 32 de Ming Wanli (1604), i travessava les ciutats de Taierzhuang, Yucheng, Xuecheng i Tengzhou, amb una longitud total de 93,9 quilòmetres, des de Xiazhen Lijiagang fins a Zhengzhou. L'estuari entra al riu Groc, perquè el riu Weihe és la principal font d'aigua suplementària. Durant centenars d'anys ha tingut un paper important en el transport, la circulació de materials i l'intercanvi cultural. La continuïtat del gran canal Pequín-Hangzhou també afavoreix la prosperitat econòmica al llarg de la zona del canal. Taierzhuang, al llarg de la costa, s'ha convertit ràpidament en la ciutat de Lunan. La reunió de comerciants aporta barreja cultural. La ciutat antiga de Taierzhuang també s'ha convertit en un representant típic de la cultura del canal. Té els trets més distintius de la barreja de cultures del nord i del sud del gran canal Pequín-Hangzhou i la combinació de cultures xineses i occidentals.
Zaozhuang és una ciutat amb una gloriosa tradició revolucionària. El 27è any de la República de la Xina (1938), sota la direcció de Li Zongren, comandant del Cinquè Teatre, la vasta zona de Lunan amb Taierzhuang com a centre i els invasors japonesos van enfrontar-se a la batalla de Taierzhuang, considerada la primera victòria xinesa a la Segona Guerra sino-japonesa. Dos anys després, el 1940, sota la direcció del Partit Comunista Xinès, les guerrilles establerts a Zaozhuang van lluitar amb valentia per derrotar els invasors japonesos amb tàctiques guerrilleres.

## Administració
La ciutat-prefectura de Zaozhuang administra sis divisions a nivell de comtat, inclosos cinc districtes i una ciutat-comtat. La seu de Zaozhuang és el districte de Xuecheng.
- Districte de Shizhong (市 中 区)
- Districte de Xuecheng (薛城区)
- Districte de Shanting (山亭区)
- Districte de Yicheng (峄 城区)
- Districte de Taierzhuang (台儿庄 区)
- Ciutat de Tengzhou (滕州 市)

Aquests es divideixen en 62 divisions a nivell de municipi, incloses 44 ciutats, dos municipis i 16 subdistrictes.
| Mapa                                                               |
| ------------------------------------------------------------------ |
| Shizhong Xuecheng Yicheng Taierzhuang Shanting Tengzhou · (ciutat) |

## Història de la mineria del carbó
La ciutat de Zaozhuang ha estat durant molt de temps un centre important de la mineria de carbó a la Xina. La mineria del carbó es va desenvolupar abans de la Segona Guerra Mundial, tot i que va ser greument danyada durant la darrera part de la Segona Guerra Mundial. El 1954, es va reiniciar la producció. Després d'anys de reestructuració econòmica i remediació ambiental, Zaozhuang ara és una ciutat respectuosa amb el medi ambient.

## Geografia
La ciutat de Zaozhuang es troba a la part sud dels turons de Luzhong, a la plana de Huanghuai. La muntanya del districte nord de Shanting es troba a 620 metres sobre el nivell del mar, que és el punt més alt de la ciutat. Altres muntanyes, com les muntanyes Lianqing i Baoji, es troben a més de 500 metres sobre el nivell del mar, i s'estenen pel nord de la ciutat. Amb una altitud de 580 metres sobre el nivell del mar, se l'anomena "el primer dels setanta-dos escorpins". La vora del llac occidental i la zona costanera és la part més baixa, amb una altitud de 30–40 metres i una elevació mínima de 24,5 metres. La topografia i les formes de relleu del territori són relativament complexes, formant molts tipus de relleu, com ara muntanyes baixes, turons, planes, planes inundables i llacs. Els turons representen el 54,6% de la superfície, les planes representen el 26,6% de la superfície i la depressió representa el 18,8% de la superfície total.

## Transport
Zaozhuang i Zaozhuang West són parades tant del ferrocarril d'alta velocitat Pequín-Xangai com del ferrocarril Pequín-Xangai (Jinghu). Des del 15 de maig de 2016, el ferrocarril Zaolin (de Zaozhuang Oest a Linyi) ha connectat la ciutat amb el ferrocarril Yanri. Basant-se en la planificació de la província de Shandong, Zaozhuang estarà enllaçat amb Linyi (a l'est),Heze (a l'oest) i Jinan (al nord) pel ferrocarril interurbà el 2022.
L'autopista Pequín-Fuzhou travessa Zaozhuang de nord a sud.
Zaozhuang ha incrementat la xarxa de transport de tota la ciutat mitjançant el transport ràpid amb autobús (BRT).

## Personatges notables
- Lu Ban (c. 507–444 aC). Fuster xinès, enginyer, venerat com el déu xinès dels constructors i contractistes.
- Mozi (ca. 480 aC - 390 aC). Filòsof i pensador del període dels Regnes Combatents.
- Meng Changjun (mort el 279 aC), un dels famosos Quatre Senyors dels Regnes Combatents.
- Xi Zhong, el primer fabricant de rodes de la Xina, apareix al vuitè vers de "La barrera sense porta" de Wumen Huikai, la roda del qual es va al·ludir anteriorment al Tao Te Txing (Vers 11) i a altres obres.